# Типлеїт
Типлеїт — мінерал, належить до метаборатів. Сіль метаборної кислоти HBO2.
Хімічна формула: Na2[Cl | B(OH)4] та ін.